# Neoleptura alpina
Neoleptura alpina är en skalbaggsart som beskrevs av Chemsak och Linsley 1976. Neoleptura alpina ingår i släktet Neoleptura och familjen långhorningar. Inga underarter finns listade i Catalogue of Life.